# Korabiewka
Korabiewka – struga, dopływ Rawki o długości 33,99 km.
Struga wypływa w okolicach miejscowości Gąba w gminie Mszczonów), następnie płynie na północny zachód wśród pól i łąk, a w dolnym biegu przez leśny obszar Bolimowskiego Parku Krajobrazowego. Przepływa przez miejscowości: Korabiewice, Puszcza Mariańska, Bartniki. Uchodzi do Rawki w okolicach wsi Grabie.
Koryto Korabiewki jest uregulowane na odcinku Bartniki – Puszcza Mariańska, ponadto na rzece znajduje się zabudowa hydrotechniczna w postaci niewielkich spiętrzeń i dwu zbiorników retencyjnych w rejonie miejscowości Olszanka. Dolne 2 km biegu rzeki wchodzi w skład rezerwatu przyrody Rawka.